# 比较效益研究
比较效果研究(comparative effectiveness research，简称CER), 是一种临床实效研究。 比较效果研究是评价不同的治疗方案（如不同药物）对特定患者的疗效差异,针对不同类型患者,找出最好的治疗方法，减少不必要的医疗开支。比较效果研究有时也被称作为"以病人为中心的结局研究"。CER关心的核心问题是有效性、安全性和成本。
比较效果研究不仅考虑临床结果(从随机对照试验、回顾性和前瞻性观察研究等中得出)， 还考虑包括病人报告的结果(如生存质量、患者满意度等）和治疗的经济影响等。比较效果研究鼓励发展和应用临床登记资料、建立临床数据库以及各种电子健康信息，以便获得健康效益和经济因素等资料。